# Ентоні Макі
Ентоні Макі (англ. Anthony Mackie; 23 вересня 1978) — американський актор. Здобув світове визнання завдяки ролі Сема Вілсона / Сокола / Капітана Америки у кіновсесвіті Marvel, починаючи з фільму «Перший месник: Друга війна» (2014), виступивши центральним персонажем у серіалі «Сокіл та Зимовий солдат» (2021) та фільмі «Капітан Америка: Чудесний новий світ» (2025). Також зіграв головні ролі (або одні з головних) у фільмах «Кров'ю і потом: Анаболіки» (2013), «Три дев'ятки» (2016), «Банкір» (2020), «За межею» (2021) та серіалі «Поплавлений метал» (2023).

## Біографія
Ентоні Макі народився 23 вересня 1978 року в місті Новий Орлеан, штат Луїзіана. Батько Віллі Макі, тесля, який володів своїм покрівельним бізнесом, мати Марта Гордон. Ентоні закінчив школу мистецтв Північної Кароліни, в місті Вінстон-Сейлем. Також закінчив центр креативного мистецтва в Джульярдській школі у Новому Орлеані. Перш ніж стати актором планував бути інженером.

## Кар'єра
Першу свою роль Ентоні Макі зіграв у фільмі «Восьма миля» (2002), з Емінемом у головній ролі. Першу головну роль отримав в драмі Родні Еванса «Як брат брату» (2004). Потім зіграв роль Джона Армстронга у фільмі Спайка Лі «Вона ненавидить мене». Серед інших робіт можна відзначити такі фільми, як «Голлівудські копи», «Маньчжурський кандидат», «Крихітка на мільйон доларів» та роль Сема Вілсона у КВМ.

## Особисте життя
Ентоні одружився 17 грудня 2014 року з Шелетті Чапітал, а в 2018 році вони розлучились. У них двоє дітей.

## Фільмографія

### Кінофільми
| Рік  |   | Українська назва                          | Оригінальна назва                      | Роль                         |
| ---- | - | ----------------------------------------- | -------------------------------------- | ---------------------------- |
| 2002 | ф | Восьма миля                               | 8 Mile                                 | Папа Док                     |
| 2003 | ф | Голлівудські копи                         | Hollywood Homicide                     | убивця «Джокер»              |
| 2004 | ф | Як брат брату                             | Brother to Brother                     | Перрі                        |
| 2004 | ф | Маньчжурський кандидат                    | The Manchurian Candidate               | Роберт Бейкер                |
| 2004 | ф | Вона ненавидить мене                      | She Hate Me                            | Джона Генрі «Джек» Армстронг |
| 2004 | ф | Гавань                                    | Haven                                  | Гаммер                       |
| 2004 | ф | Крихітка на мільйон доларів               | Million Dollar Baby                    | Шоурілл Беррі                |
| 2005 | ф | Той самий чоловік                         | The Man                                | Бут                          |
| 2006 | ф | Напів-Нельсон                             | Half Nelson                            | Френк                        |
| 2006 | ф | Зворотний бік правди                      | Freedomland                            | Біллі Вільямс                |
| 2006 | ф | Відкрилися небеса                         | Heavens Fall                           | Вільям Лі                    |
| 2006 | ф | Перехідний момент                         | Crossover                              | технік                       |
| 2006 | ф | Ми — одна команда                         | We Are Marshall                        | Нейт Раффін                  |
| 2007 | ф |                                           | Ascension Day                          | Тернер                       |
| 2008 | ф | Американська Фіалка                       | American Violet                        | Едді Портер                  |
| 2008 | ф | Володар бурі                              | The Hurt Locker                        | сержант Сенборн              |
| 2008 | ф | Орлиний зір                               | Eagle Eye                              | майор Вільям Боуман          |
| 2009 | ф | Ноторіус                                  | Notorious                              | Тупак Шакур                  |
| 2009 | ф | Квітка пустелі                            | Desert Flower                          | Гарольд Джексон              |
| 2010 | ф | Ніч наздоганяє нас                        | Night Catches Us                       | Маркус Вашингтон             |
| 2010 | ф | Луїс                                      | Louis                                  | Бадді Болден                 |
| 2011 | ф | Змінюючи реальність                       | The Adjustment Bureau                  | Гаррі Мітчелл                |
| 2011 | ф | Реальна сталь                             | Real Steel                             | Фінн                         |
| 2011 | ф | 10 років потому                           | 10 Years                               | Андре                        |
| 2011 | ф | Скільки у тебе?                           | What's Your Number?                    | Том Пайпер                   |
| 2012 | ф | На межі                                   | Man on a Ledge                         | Майк Аккерман                |
| 2012 | ф | Президент Лінкольн: Мисливець на вампірів | Abraham Lincoln: Vampire Hunter        | Вільям Джонсон               |
| 2013 | ф | Мисливці на гангстерів                    | Gangster Squad                         | офіцер Коулман Гарріс        |
| 2013 | ф | Покаяння                                  | Repentance                             | Томмі Картер                 |
| 2013 | ф | Неминуча поразка Містера і Піта           | The Inevitable Defeat of Mister & Pete | Кріс                         |
| 2013 | ф | Кров'ю і потом: Анаболіки                 | Pain & Gain                            | Едріан Дурбел                |
| 2013 | ф | П'ята влада                               | The Fifth Estate                       | Сем Коулсон                  |
| 2013 | ф | Сліпа удача                               | Runner, Runner                         | агент Шейверс                |
| 2014 | ф | Перший месник: Друга війна                | Captain America: The Winter Soldier    | Сем Вілсон / Сокіл           |
| 2014 | ф | Чорне або біле                            | Black or White                         | Єремія Джеферс               |
| 2014 | ф | Притулок                                  | Shelter                                | Тахір                        |
| 2014 | ф | Серце вщент                               | Playing It Cool                        | Браян                        |
| 2015 | ф | Месники: Ера Альтрона                     | The Avengers: Age of Ultron            | Сем Вілсон / Сокіл           |
| 2015 | ф | Людина-мураха                             | Ant-Man                                | Сем Вілсон / Сокіл           |
| 2015 | ф | Любіть Куперів                            | Love the Coopers                       | офіцер Вільямс               |
| 2015 | ф | Ніч перед похміллям                       | The Night Before                       | Кріс                         |
| 2016 | ф | Три дев'ятки                              | Triple 9                               | Маркус Бельмонт              |
| 2016 | ф | Перший месник: Протистояння               | Captain America: Civil War             | Сем Вілсон / Сокіл           |
| 2017 | ф | Детройт                                   | Detroit                                | Грін                         |
| 2018 | ф | Месники: Війна нескінченності             | Avengers: Infinity War                 | Сем Вілсон / Сокіл           |
| 2018 | ф |                                           | The Hate U Give                        | Кінг                         |
| 2019 | ф | Іо                                        | Io                                     | Майка                        |
| 2019 | ф |                                           | Miss Bala                              | Джиммі                       |
| 2019 | ф | Месники: Завершення                       | Avengers: Endgame                      | Сем Вілсон / Сокіл           |
| 2019 | ф |                                           | Point Blank                            | Пол Букер                    |
| 2019 | ф | Межа часу                                 | Synchronic                             | Стів                         |
| 2019 | ф | Проти всіх ворогів: історія Джин Сіберг   | Seberg                                 | Хакім Джамал                 |
| 2020 | ф | Банкір                                    | The Banker                             | Бернард Гарретт              |
| 2021 | ф | За межею                                  | Outside the Wire                       | Лео                          |
| 2021 | ф | Жінка у вікні                             | The Woman in the Window                | Едвард Фокс                  |
| 2023 | ф | У нас є привид                            | We Have a Ghost                        | Френк Преслі                 |
| 2023 | ф | Якби ти був останнім                      | If You Were the Last                   | Адам                         |
| 2023 | ф | Небезпечне побачення                      | Ghosted                                | камео                        |
| 2024 | ф | Мертві землі                              | Elevation                              | Вілл                         |
| 2025 | ф | Капітан Америка: Чудесний новий світ      | Captain America: Brave New World       | Сем Вілсон / Капітан Америка |
| 2025 | ф | Електричний штат                          | The Electric State                     | Герман (голос)               |
| 2026 | ф | Месники: Судний день                      | Avengers: Doomsday                     | Сем Вілсон / Капітан Америка |

### Телебачення
| Рік      |    | Українська назва                 | Оригінальна назва                 | Роль                                                    |
| -------- | -- | -------------------------------- | --------------------------------- | ------------------------------------------------------- |
| 2002     | с  |                                  | As If                             | клієнт бару (Епізод: "Seven")                           |
| 2003     | с  | Закон і порядок: Злочинні наміри | Law & Order: Criminal Intent      | Карл Гайнс (Епізод: "Pravde")                           |
| 2004     | тф |                                  | Sucker Free City                  | К-Лув                                                   |
| 2016     | тф |                                  | All the Way                       | Мартін Лютер Кінг                                       |
| 2019     | с  | Чорне дзеркало                   | Black Mirror                      | Денні Паркер (Епізод: "Striking Vipers")                |
| 2020     | с  | Видозмінений вуглець             | Altered Carbon                    | Такеші Ковач (8 епізодів)                               |
| 2021     | с  | Сокіл та Зимовий солдат          | The Falcon and the Winter Soldier | Сем Вілсон / Сокіл (6 епізодів)                         |
| 2021     | с  | Marvel Studios: Загальний збір   | Marvel Studios: Assembled         | грає себе (Епізод: "The Falcon and the Winter Soldier") |
| 2021     | с  | Солос                            | Solos                             | Том (Епізод: "Tom")                                     |
| 2023—... | с  | Поплавлений метал                | Twisted Metal                     | Джон Доу (10 епізодів)                                  |
| 2024     | мс | А що як...?                      | What If...?                       | Сем Вілсон / Капітан Америка                            |